# St. Johannes der Täufer (Röhrmoos)

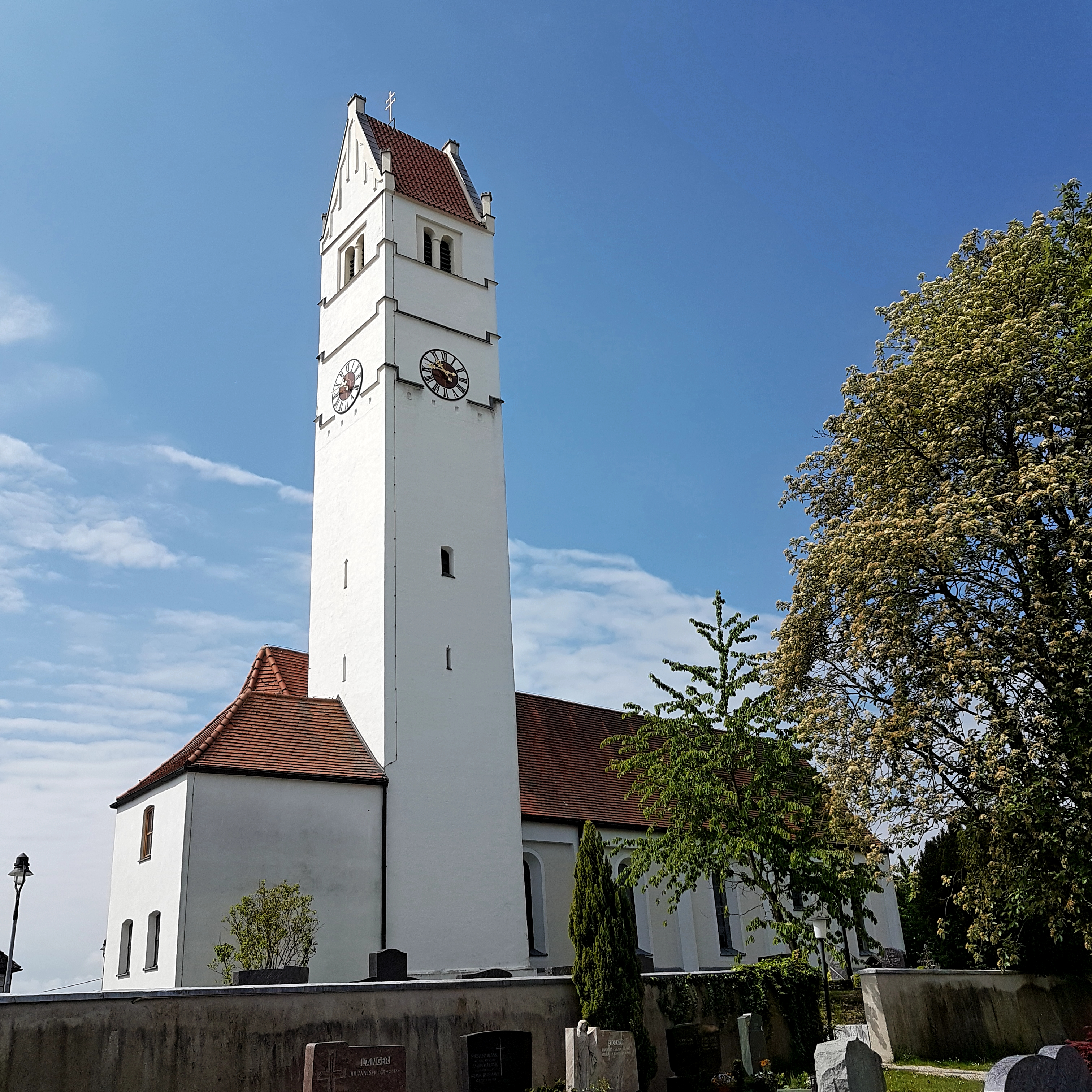
St. Johannes der Täufer in Röhrmoos

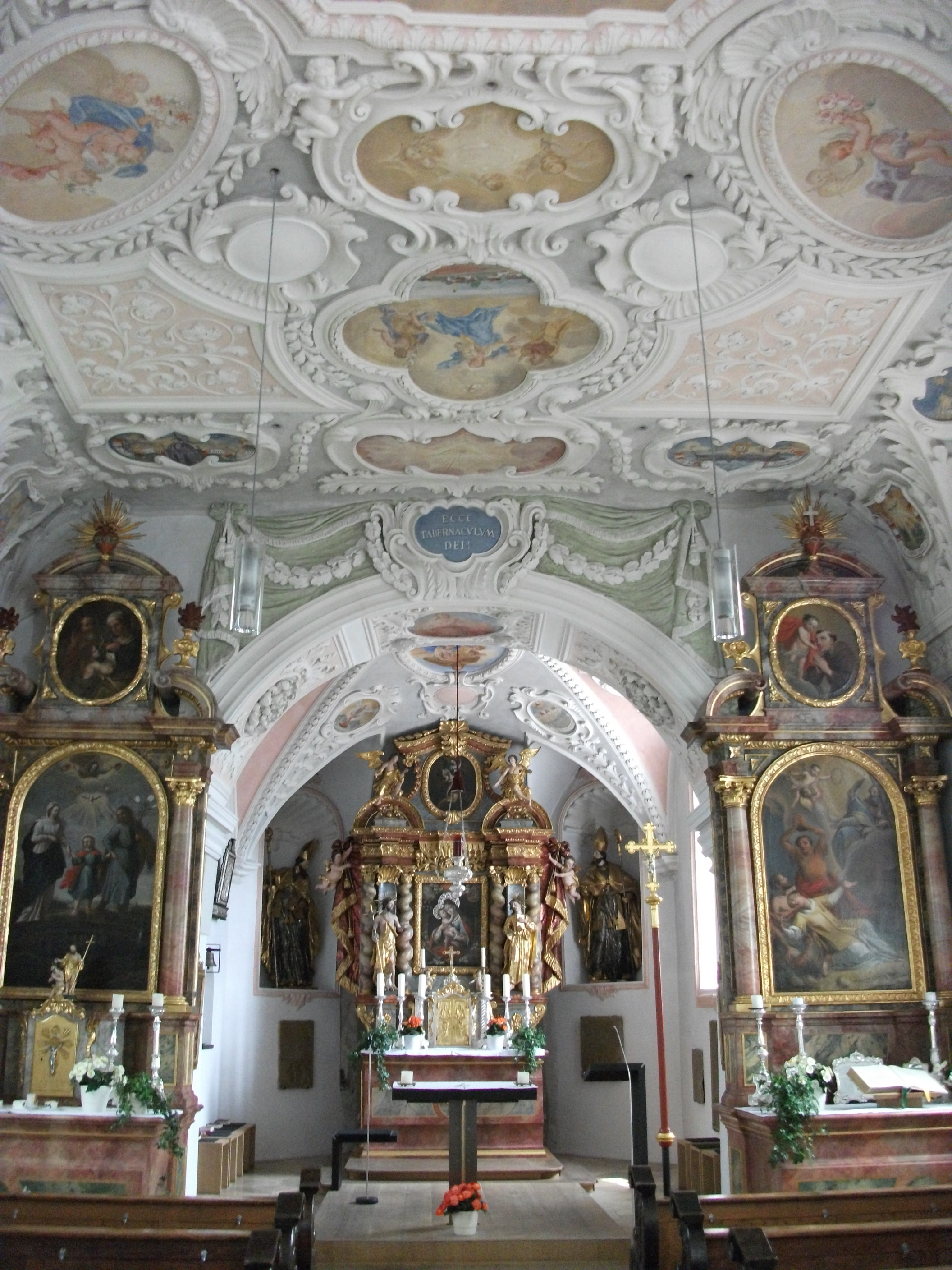
Innenansicht mit Altären

Die römisch-katholische Pfarrkirche St. Johannes der Täufer, auch St. Johannes Baptist oder Pfarrkirche St. Johannes Baptist und Evangelist, steht in Röhrmoos, einer Gemeinde im oberbayerischen Landkreis Dachau. Sie ist in der Liste der Baudenkmäler in Röhrmoos als Baudenkmal unter der Nr. D-1-74-141-1 eingetragen. Die Kirche und die Pfarrei Röhrmoos bilden seit 2012 zusammen mit den Pfarreien Ampermoching, Großinzemoos und Hebertshausen den Pfarrverband Hebertshausen-Röhrmoos  im Dekanat Dachau (Erzbistum München und Freising).

## Beschreibung
Eine erste Nennung einer Kirche in Röhrmoos stammt aus dem Jahr 774, als ein Mann namens Onolf seinen Besitz dem Bischof von Freising übergab, darunter auch ein Bethaus zu „roraga mussea“ (= Moossumpf mit Röhricht). 1315 wird Röhrmoos („Rörenmos“) als Pfarrei mit zwei Filialen, nämlich Schönprunne und Sigmarshausen, erwähnt.
Die Saalkirche wurde im 17. Jahrhundert erbaut. Der dreiseitig geschlossene Chor und der 33 m hohe, nördlich an den Chor angebaute Chorflankenturm mit Zinnengiebeln im Osten stammen aus gotischer Zeit (im 12./13. Jahrhundert), der Turm wurde im 16. Jahrhundert erhöht. Das Langhaus wurde in der heutigen barocken Form 1685/90 erneuert und 1920/21 nach Westen verlängert. Das oberste Geschoss des Turms enthält hinter den als Biforien gestalteten Klangarkaden den Glockenstuhl mit fünf Kirchenglocken. 1730 wurde östlich vom Chorflankenturm eine Sakristei angebaut. Die Kirche wurde häufig umgestaltet und erweitert sowie mehrfach renoviert, zuletzt 2002–2004.
Der Innenraum des Langhauses, in dem Emporen eingebaut sind, ist mit einer Flachdecke überspannt. Der reiche neobarocke Stuck und die Fresken wurden 1921 ausgeführt. Die Pläne für die Stuckarbeiten, nach denen dabei exakt gearbeitet wurde, stammen aus dem Jahr 1711 und waren für die Marienkirche in Altenburg (Moosach) erstellt worden, die in dem Jahr barockisiert und ausgestaltet worden war. Die 38 Deckenbilder in Röhrmoos schuf Hofrat Hoferer; sie zeigen die Krönung Mariens und die Anbetung der heiligen drei Könige. Auf den zahlreichen Medaillons sind die Anrufungen aus der Lauretanischen Litanei dargestellt.
Altäre und Kanzel wurden um 1690 geschaffen. Im Retabel des reich verzierten barocken Hochaltars ist eine Kopie des Mariahilf-Bildes aus Passau zu sehen, das auf das Gnadenbild Mariahilf von Lucas Cranach dem Ältere zurückgeht. Flankiert wird das Bild von großen Statuen der Kirchenpatrone, jeweils zwischen zwei gedrehten Säulen: links der heilige Johannes der Täufer (mit Lamm und Kreuzstab mit der Inschrift Ecce Agnus Dei, ‚Siehe, das Lamm Gottes‘ (Joh 1,29 )), rechts der heilige Evangelist Johannes (mit einem Kelch als Anspielung darauf, dass man ihn mit Gift töten wollte, und der Bibel). Im Altarauszug befindet sich ein kleines ovales Bild mit dem heiligen Erzengel Michael, der mit Luzifer kämpft. Der Tabernakel auf der Altarmensa wurde Anfang des 20. Jahrhunderts im Stil des Neurokoko erstellt. Die beiden getriebenen Engel auf seinen Türen erinnern an die Bundeslade des jüdischen Volkes, die von zwei Engeln eingerahmt wurde (Ex 37,7-9 ).
Neben der Tür zur Sakristei hängt ein großes hölzernes Kruzifix aus dem 20. Jahrhundert. Es ist im antiken Viernageltypus gestaltet, bei dem nicht nur die Hände Jesu am Kreuz jeweils mit einem eigenen Nagel durchbohrt sind, sondern auch die Füße. Diese Darstellung war bis zur Gotik die übliche. Eingerahmt wird das Kreuz von zwei getriebenen Silberreliefs vom Anfang des 18. Jahrhunderts; sie zeigen die Fußwaschung Jesu (Joh 13,1-11 ) und das letzte Abendmahl (1 Kor 11,23-26 ). Früher standen sie auf dem Hochaltar.

## Orgeln
Eine erste Orgel erhielt die Kirche 1754. 1891 wurde sie ersetzt durch eine pneumatische Kegelladen-Orgel mit sieben Registern auf einem Manual und Pedal, die von Franz Borgias Maerz (München) gebaut wurde. Die Disposition lautete:
| Manual       |       |
| Principal    | 8′    |
| Gedackt      | 8′    |
| Salicional   | 8′    |
| Octav        | 4′    |
| Traversflöte | 4′    |
| Mixtur       | 2 ⁄3′ |

| Pedal  |     |
| Subbaß | 16′ |

- Koppel: M/P
- Spielhilfe: Tutti

Die heutige Orgel wurde 1950 von Julius Zwirner mit elektro-pneumatischen Kegelladen gebaut. Die Disposition lautet:
| I. Manual C–g3 |           |       |
|                | Principal | 8′    |
|                | Rohrflöte | 8′    |
|                | Nachthorn | 4′    |
|                | Oktav     | 2′    |
|                | Mixtur    | 1 ⁄3′ |

| II. Manual C–g3 |              |       |
|                 | Gedackt      | 8′    |
|                 | Weidenpfeife | 8′    |
|                 | Prinzipal    | 4′    |
|                 | Spitzflöte   | 4′    |
|                 | Quint        | 1 ⁄3′ |

| Pedal C–f1 |           |     |
|            | Subbass   | 16′ |
|            | Octavbass | 08′ |

- Koppeln: II/I, I/P, II/P

- Spielhilfe: Tutti